# Oyá

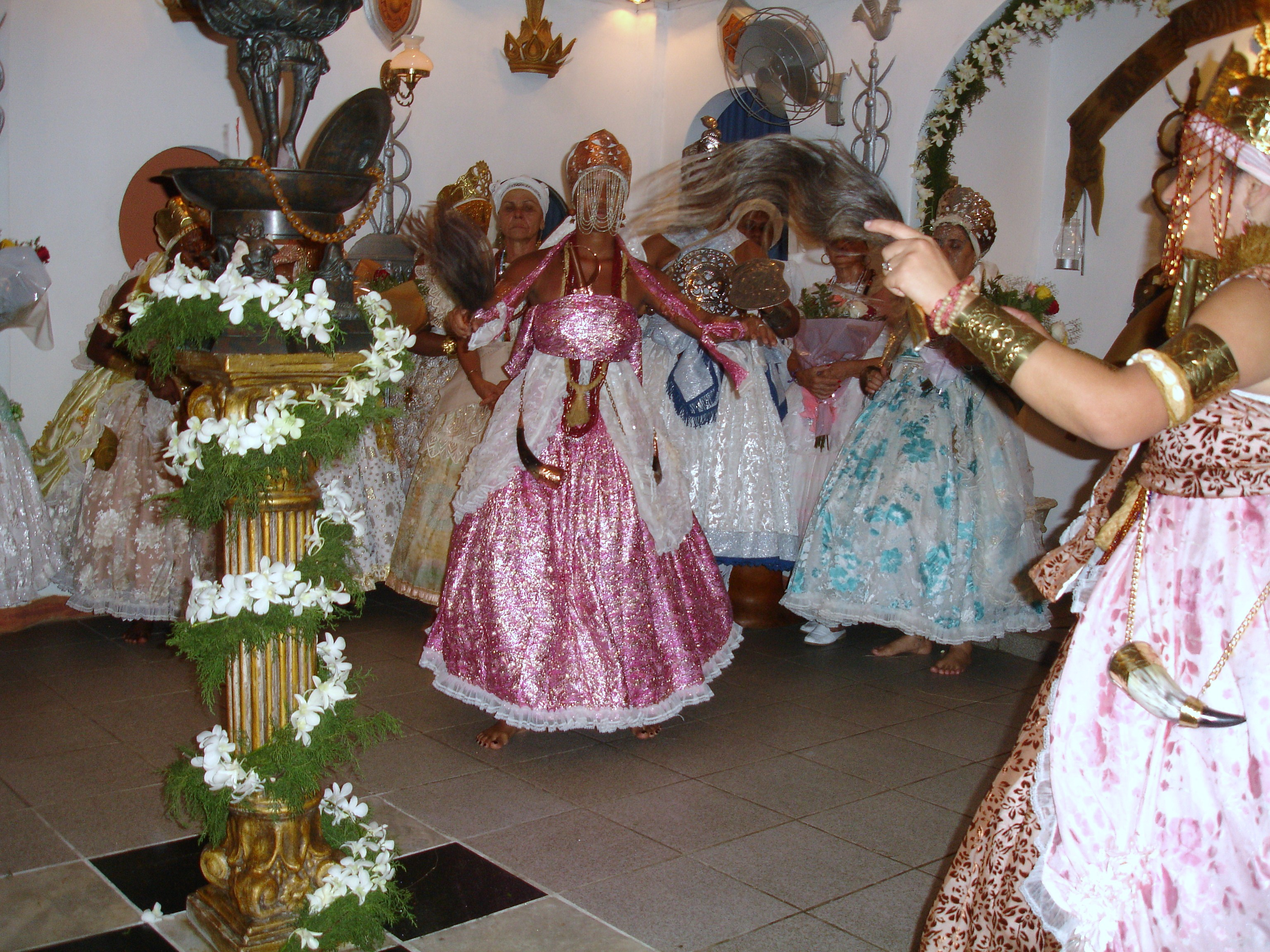
Oyá, nel candomblé di Ile Ase Ijino Ilu Orossi, Bahia, Brasil.

Oyá è una dea della mitologia yoruba (Nigeria) e dei culti afroamericani derivati. È Orisha, semidea che governa il vento, il terremoto, il tornado, il fulmine e i fenomeni naturali intensi ed impetuosi. Incarna diverse potenze

## Attributi e forme

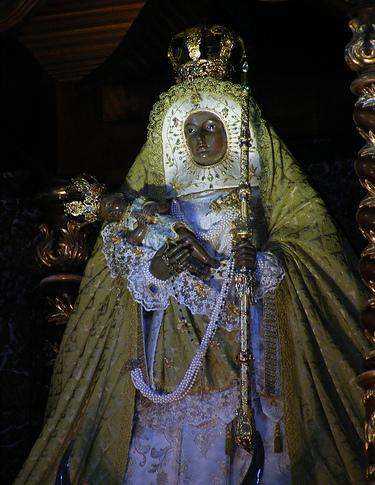
Nella Santeria cubana Oyá è sincretizzata con la Vergine della Candelaria

Viene definita  "Madre del Caos", in quanto propiziatrice di cambiamenti e spesso di devastazioni; forse per questa ragione è considerata signora di quel fuoco, che spesso tiene in mano nelle sue rappresentazioni. Inoltre è anche dea "guerriera", patrona dell'abilità femminile di governare. 

Tra le molteplici funzioni di Oyá vi è quella di accompagnatrice dei morti.
È stata la moglie di Ogun, ma successivamente ha sposato Shango, il dio del tuono.
È una dea dotata di un grande potere, e forse per ricordarlo ai suoi devoti, nelle raffigurazioni spesso danza con un'arma in pugno, il machete, che lei utilizza, per scacciare i fantasmi.
Come capita spesso alle divinità diffuse presso vari popoli, anche Oyá è denominata in modo diverso: in Brasile è conosciuta come Yansa ed è considerata una delle più significative divinità nel culto Candomblé; invece, nella Santeria cubana viene chiamata Olla, e ad Haiti Aido-Wedo.
Vive alle porte dei cimiteri ed insieme ad Obatala, Eleggua e Obba è uno dei 4 venti che comanda con i suoi "iruche" (i suoi attributi code di cavallo) e la sua gestualità è uguale a quella dello sposo. Il suo giorno è il venerdì ed il suo numero è il nove, le appartengono tutti i colori tranne il nero. Nella religione europea è santa Barbara, Nostra Signora della Calderia, Giovanna d'Arco e Santa Teresa del Bambin Gesù. Si festeggia il 4 di dicembre ed il 2 di febbraio. Il suo giorno è il sabato. I suoi numeri sono il 9, il 19, il 29, il 39, il 49, il 99 e i multipli di 9.

## Oyá in Nigeria
In Africa, nella religione tradizionale Yoruba, le è stato assegnato il ruolo di patrona del fiume Niger e i suoi nove figli sono i nove affluenti del fiume. Viene invocata affinché trasmetta quella saggezza necessaria per superare situazioni difficili. 

In Nigeria, il suo culto è praticato dai devoti nelle loro stesse abitazioni, all'interno delle quali viene allestito un altare, caratterizzato da un vaso coperto circondato da amuleti e vari oggetti magici caricati di valenze simboliche: corone di rame, una spada, perle di vetro colorato, corna di bufalo. Per ingraziarsi la dea, i suoi seguaci le offrono i suoi cibi preferiti, quali melanzane e torte a base di fagioli.

## Narrazioni mitologiche
Oyá viene identificata con "Nostra Signora de la Candelaria" ("N.S. della conflagrazione) e questo appellativo è giustificato perché un giorno la dea, di nascosto al marito, bevve una sua pozione magica che le diede il potere di sputare fuoco dalla bocca.

Un'altra leggenda narra che fu proprio Oyá a salvare il giovane Shango dalle ire e dalle cattive intenzioni di Agayu, riuscendo a mettere in fuga quest'ultimo, che aveva sequestrato Shango, grazie al lancio di un fulmine contro la foresta.